# 酒井大成
酒井大成（／ Sakai Taisei，1998年4月1日—），日本演員，於福岡縣出身，目前隸屬經紀公司為LesPros娛樂。

## 略歷
酒井出身於福岡縣，從小學年代便開始接觸足球，並曾於2010年至2012年期間作為福岡黃蜂旗下的U-15之足球員，然而考慮到足球員的職業道路艱難，同時他自身亦喜歡電影，故而轉以成為演員為目標。
2021年末至2022年，酒井透過參加「LesPros娛樂30週年主役試鏡」而進入演藝圈。而其出道作品為電影《The Showman》。而翌年（2023年）於電視劇《親友是惡女》中首次擔任常設角色；同年，酒井亦於《超級戰隊系列》的《國王戰隊帝王者》中首次擔任主演（基拉·哈斯提／鍬形蟲王者）。

## 演出作品
註：粗體字為主演。

### 電視劇
- 親友是惡女（日语：親友は悪女） （2023年1月8日 - 3月26日，BS東視）- 柴山幸樹[10]

- 國王戰隊帝王者（2023年3月5日 - 2024年2月25日，朝日電視台）- 基拉·哈斯提／鍬形蟲王者（聲演）[9]

- 三矢老師的計劃投喂（日语：三ツ矢先生の計画的な餌付け。#テレビドラマ） （2024年7月26日 - 9月6日，每日放送）- 石田友也[11]

- 119緊急呼叫（2025年1月13日 - 3月31日，富士電視台）- 上杉昴[12]

### 電影
- 2022年：
  - The Showman（日语：ザ・ショーゴマン） - 蛇塚由鶴
  - 你一動就如雷電（日语：動けば雷電の如く） - 主演
  - 記住！我們17歲了（日语：覚えてろよ! 僕ら17さ） - 高橋樹
- 2023年：
  - 電影 國王戰隊帝王者 冒險王國 - 基拉·哈斯提／鍬形蟲王者（聲演）[13]

## 外部連結
- 酒井大成 - レプロエンタテインメント
- 酒井大成的X（前Twitter）
- 酒井大成的Instagram帳戶